# Daniel Dupont
Daniel (Dany) Dupont (Ukkel, 18 oktober 1945) is een Belgisch voormalig hockeyer.

## Levensloop
Dupont was actief bij RRC Bruxelles.
Daarnaast maakte hij deel uit van het Belgisch hockeyteam, waarmee hij onder meer deelnam aan de Olympische Zomerspelen van 1968 en 1972.